# Batalla de Cabezón
La batalla de Cabezón de 1808 va ser un episodi militar de la Guerra del Francès.

## Antecedents
Amb gran part d'Espanya en rebel·lió oberta, Napoleó Bonaparte va establir el comandament a Baiona per reorganitzar les seves forces i corregir la situació, creient que un desplegament ràpid de les forces acovardiria els insurgents i consolidaria ràpidament el seu control d'Espanya, i va enviar una sèrie de columnes que volien escanyar a la rebel·lió prenent i pacificant les principals ciutats d'Espanya: Des de Madrid Jean Baptiste Bessières va dirigir-se a Castella la Vella amb 25.000 homes i va enviar un destacament a Aragó, amb l'objectiu de capturar Santander i Saragossa; Jeannot de Moncey va marxar cap a València amb 9.000 homes i Guillaume Philibert Duhesme amb 12.710 tropes cap a Catalunya, posant setge a Girona. Finalment, Pierre-Antoine Dupont conduiria 13.000 homes al sud cap a Sevilla i el port de Cadis, que resguardava la flota de François Rosilly de la Royal Navy. Joseph Chabran del Cos d'Observació dels Pirineus Orientals del general Duhesme amb 800 genets i quinze peces d'artilleria passant per Tarragona i s'havia d'establir a Tortosa, a la mateixa distància de València i Saragossa. Després del fracàs de l'assalt, Moncey va decidir abandonar l'expedició a València, i tornar cap a Madrid pel camí d'Almansa.
A Valladolid el fervor patriòtic del poble contra els invasors provocà l'alçament en armes d'aquella capital. Arrossegat a contra cor per l'entusiasme irreflexiu dels estudiants i del paisanatge, el capità general Gregorio García de la Cuesta aplegà 4.700 milicians, 300 unitats de cavalleria regular i 4 peces d'artilleria, mal armats, que s'anomenaria Exèrcit de Castella, sortí a disputar el pas als generals Lasalle i Merle.

## Batalla
En un principi, les tropes de García de la Cuesta es despleguen entre el pont de Cabezón de Pisuerga i el camí cap a Burgos, davant de les tropes franceses. Portat per l'entusiasme dels milicians, van creuar el pont i atacar les forces franceses, que els doblaven en nombre, i la veterana cavalleria de Lasalle va provocar una desbandada general.

## Conseqüències
Valladolid va ser ocupada immediatament i pocs dies després ho fou Santander. García de la Cuesta es va dirigir amb els supervivents a Benavente, al nord de la província, on s'hi uneixen els reclutes locals, i els de Lleó, i el règim asturià Covadonga, a més de l'Exèrcit de Galícia comandat per Joaquín Blake al Bierzo, que serien derrotats a la batalla de Medina de Rioseco el 14 de juliol.
La derrota de les tropes napoleòniques pocs dies després a la batalla de Bailén va tenir greus conseqüències per a l'esforç bèl·lic francès. La notícia es va estendre per tota la península, i l'arribada dels anglesos i la reorganització dels exèrcits espanyols que planejaven l'atac de Madrid va forçar el rei Josep I Bonaparte a abandonar Madrid i retirar tot l'exèrcit més enllà de l'Ebre, a més de posar en dubte que els exèrcits francesos eren invencibles. Napoleó va haver de venir a Espanya de nou amb un nombrós exèrcit per consolidar el seu domini. i els espanyols van ser incapaços d'expulsar els francesos per la seva derrota a la batalla de Tudela el 23 de novembre, que avançaren de nou sobre Madrid i derrotaren pocs dies després els espanyols a la batalla de Somosierra, i entraren a la capital el 4 de desembre, mentre Saragossa era assetjada.